# E581
E581 eller Europaväg 581 är en europaväg som går från Mărăşeşti i Rumänien via Moldavien till Odessa i Ukraina. Längd 430 km.

## Sträckning
Mărăşeşti - Tecuci - Albiţa - (gräns Rumänien-Moldavien) - Leucheni - Chișinău - Tiraspol - (gräns Moldavien-Ukraina) - Odessa

## Standard
Vägen är landsväg hela sträckan. 

## Anslutningar till andra europavägar
| - E85 - E58 gemensam sträcka - E584 |  | - E87 - E95 |